# Abstandsquadratgesetz

Visualisierung des Abstandsquadratgesetzes

Das Abstandsquadratgesetz ist ein Begriff aus dem Strahlenschutz. Es beschreibt den Zusammenhang der Intensität einer Strahlung und deren Abstand zur Strahlungsquelle 

## Beschreibung
Das Abstandsquadratgesetz besagt, dass aufgrund der Divergenz der Strahlung die Dosisleistung pro Fläche mit zunehmendem Abstand von der Strahlenquelle umgekehrt proportional zum Quadrat des Abstands abnimmt. Wird der Abstand z. B. verdoppelt, so verringert sich die Dosisleistung pro Fläche auf ein Viertel, bei verdreifachtem Abstand auf ein Neuntel usw. 
Das Gesetz gilt streng nur bei punktförmiger Strahlenquelle; näherungsweise gilt es immer, wenn die Ausdehnung der Quelle klein im Vergleich zum Abstand ist. Bedeutung hat das Gesetz nicht nur für den praktizierten Strahlenschutz, sondern zum Beispiel auch im Gesundheitswesen (Strahlentherapie).
Im sehr seltenen Fall einer linienförmig ausgedehnten Strahlenquelle verringert sich die Dosisleistung pro Fläche nur umgekehrt proportional dem Abstand. Bei einer homogen strahlenden, im Vergleich zum Abstand ausgedehnten Fläche (ebenfalls selten) ist die Dosisleistung pro Fläche bei jedem Abstand gleich. 
Das Abstandsquadratgesetz gilt für alle Energiegrößen. Von Energiegrößen zu unterscheiden sind die Feldgrößen.